# Koopmanshuis

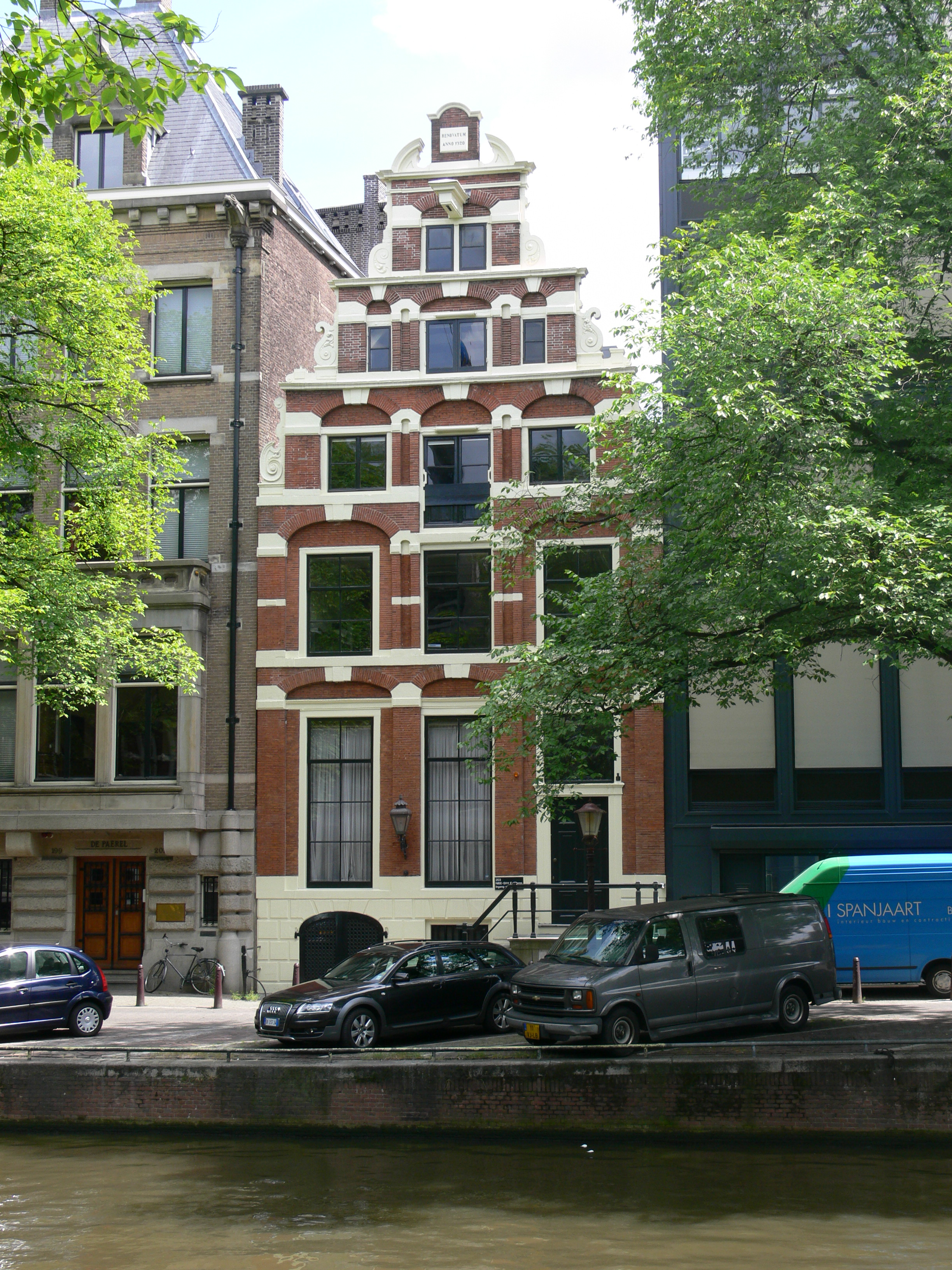
Koopmanshuis aan de Herengracht

Een koopmanshuis is een huis met zowel een woonfunctie als pakhuisfunctie. Het pakhuisgedeelte bevindt zich meestal op een of meer zolderverdiepingen met bijhorende hijsinstallatie.

## Andere betekenis
Koopman- of bankiershuizen waren in de middeleeuwen plekken waar men handelde in onder meer kredietverlening, verzekeringen en wisselhandel. De term 'koopmanshuis' slaat dan niet op het type woning, maar om het type handel.